# Coupe du monde de ski alpin 1999-2000
Navigation
Édition précédente Édition suivante
La coupe du monde de ski alpin 1999-2000 est la 34e édition de la coupe du monde de ski alpin, compétition de ski alpin organisée annuellement. Elle se déroule du 31 octobre 1999 au 19 mars 2000.
Les hommes disputent 40 épreuves : 11 descentes, 7 super-G, 9 géants, 11 slaloms et 2 combinés.
Les femmes disputent 40 épreuves : 10 descentes, 8 super-G, 11 géants, 10 slaloms et 1 combiné.
Au cours de la saison 1999-2000, il n'y a ni Jeux olympiques ni championnats du monde.

## Tableau d'honneur
| Catégorie | Messieurs           | Dames                |
| --------- | ------------------- | -------------------- |
| Général   | Hermann Maier       | Renate Götschl       |
| Descente  | Hermann Maier       | Regina Häusl         |
| Super G   | Hermann Maier       | Renate Götschl       |
| Géant     | Hermann Maier       | Michaela Dorfmeister |
| Slalom    | Kjetil André Aamodt | Špela Pretnar        |
| Combiné   | Kjetil André Aamodt | Renate Götschl       |

## Résumé de la saison
Hermann Maier domine outrageusement la saison dans trois disciplines et établit plusieurs records. Le skieur de Flachau devient le premier skieur à franchir la barre des 2 000 points et remporte son deuxième classement général. 
Vainqueur à dix reprises (4 super G, 3 descentes et 3 géants), Maier bat en outre avec 22 unités le record de podiums sur une saison détenu jusque-là par l'américain Phil Mahre (20 podiums en 1982) ajoutant à son triomphe les globes de la descente, du super G et du géant.
Deuxième du général, Kjetil André Aamodt et vainqueur des globes du slalom et du combiné, remporte trois victoires dont un slalom disputé à Wengen et rejoint Pirmin Zurbriggen, Marc Girardelli et Günther Mader au palmarès des skieurs vainqueur dans les cinq disciplines du ski alpin.
Mario Matt, un jeune slalomeur autrichien de 20 ans se révèle en remportant les prestigieux slaloms autrichiens de Kitzbühel et Schladming. Vainqueur à Kitzbühel avec le dossard 47 pour sa troisième course en coupe du monde, Matt récidive deux mois plus tard lors de la nightrace de Schladming et termine la saison quatrième du classement du slalom alors qu'il n'a pas pris le départ de 4 slaloms.
Les autrichiens écrasent les disciplines de vitesse (Descente et Super G) avec 38 podiums sur 54 possibles obtenus dans les deux disciplines. Du jamais vu.
Renate Götschl remporte sa première victoire au classement général.
Dominée en début de saison par sa compatriote Michaela Dorfmeister qui signe cinq victoires, Götschl timide jusque là débloque le compteur à la mi-janvier en remportant le super G d'Altenmarkt. S'ensuivra pour la skieuse autrichienne de 25 ans une série de victoires (5) et de podiums (9) qui lui permettrons de se détacher irrésistiblement lors des finales à Bormio (3e en descente et victoire en super G). Celle que les supporters surnomment affectueusement Speed queen devance de près de 300 points Dorfmeister au général et remporte les globes de la descente, du super G et du combiné.
Outre son duel pour le général avec Götschl, Michaela Dorfmeister domine le classement du géant avec quatre victoires. Elle remporte le premier globe de cristal de sa carrière avec 82 points d'avance sur la suissesse Sonja Nef victorieuse à trois reprises mais moins régulière.
La saison en slalom donne lieu à un duel entre la slovène Špela Pretnar et la française Christel Pascal victorieuses ex æquo du premier slalom de la saison. Pretnar ajoute ensuite trois autres victoires alors que Pascal équilibre les forces en trustant les places d'honneur (quatre podiums et neuf tops 5). Pretnar s'impose finalement pour 19 points devant Pascal et devient la première skieuse de la jeune nation Slovène (Indépendance de la Yougoslavie en 1991) à remporter un globe de cristal.
Régine Cavagnoud signe sept podiums parmi lesquels trois victoires (2 descentes à Cortina d'Ampezzo et 1 géant à Copper Mountain). La française âgée de 30 ans se révèle sur le tard à l'instar de Carole Merle dans le passé et termine troisième du classement général.

## Système de points
Le vainqueur d'une épreuve de coupe du monde se voit attribuer 100 points pour le classement général. Les skieurs classés aux trente premières places marquent des points.
| Place  | 1er | 2d | 3e | 4e | 5e | 6e | 7e | 8e | 9e | 10e | 11e | 12e | 13e | 14e | 15e | 16e | 17e | 18e | 19e | 20e | 21e | 22e | 23e | 24e | 25e | 26e | 27e | 28e | 29e | 30e |
| ------ | --- | -- | -- | -- | -- | -- | -- | -- | -- | --- | --- | --- | --- | --- | --- | --- | --- | --- | --- | --- | --- | --- | --- | --- | --- | --- | --- | --- | --- | --- |
| Points | 100 | 80 | 60 | 50 | 45 | 40 | 36 | 32 | 29 | 26  | 24  | 22  | 20  | 18  | 16  | 15  | 14  | 13  | 12  | 11  | 10  | 9   | 8   | 7   | 6   | 5   | 4   | 3   | 2   | 1   |

## Classement général
| Rang | Nom                   | Points | Victoire(s) | Podium(s) |
| ---- | --------------------- | ------ | ----------- | --------- |
| 1    | Hermann Maier         | 2000   | 10          | 22        |
| 2    | Kjetil André Aamodt   | 1440   | 3           | 8         |
| 3    | Josef Strobl          | 994    | 2           | 5         |
| 4    | Kristian Ghedina      | 958    | 2           | 7         |
| 5    | Andreas Schifferer    | 905    | 1           | 4         |
| 6    | Stephan Eberharter    | 904    |             | 6         |
| 7    | Fritz Strobl          | 889    | 1           | 3         |
| 8    | Christian Mayer       | 802    | 3           | 4         |
| 9    | Benjamin Raich        | 788    | 2           | 7         |
| 10   | Werner Franz          | 762    | 1           | 3         |
| 11   | Fredrik Nyberg        | 761    |             | 3         |
| 12   | Didier Cuche          | 696    |             | 3         |
| 13   | Hannes Trinkl         | 587    | 2           | 4         |
| 14   | Paul Accola           | 547    |             | 1         |
| 15   | Michael von Grünigen  | 545    |             | 4         |
| 16   | Ole Kristian Furuseth | 544    | 1           | 4         |
| 17   | Matjaž Vrhovnik       | 538    | 1           | 4         |
| 18   | Hans Knauss           | 525    |             |           |
| 19   | Mitja Kunc            | 507    | 1           | 1         |
| 20   | Daron Rahlves         | 462    | 2           | 2         |

| Rang | Nom                  | Points | Victoire(s) | Podium(s) |
| ---- | -------------------- | ------ | ----------- | --------- |
| 1    | Renate Götschl       | 1631   | 6           | 11        |
| 2    | Michaela Dorfmeister | 1306   | 5           | 9         |
| 3    | Régine Cavagnoud     | 1036   | 3           | 6         |
| 4    | Isolde Kostner       | 878    | 4           | 5         |
| 5    | Brigitte Obermoser   | 806    | 1           | 3         |
| 6    | Sonja Nef            | 789    | 3           | 4         |
| 7    | Špela Pretnar        | 714    | 4           | 5         |
| 8    | Anja Pärson          | 704    |             | 4         |
| 9    | Martina Ertl         | 701    |             | 3         |
| 10   | Tanja Schneider      | 695    |             | 3         |
| 11   | Corinne Rey-Bellet   | 691    | 1           | 4         |
| 12   | Christel Pascal      | 646    | 1           | 5         |
| 13   | Regina Häusl         | 615    |             | 6         |
| 14   | Mélanie Turgeon      | 583    | 1           | 2         |
| 15   | Karen Putzer         | 576    | 1           | 3         |
| 16   | Mojca Suhadolc       | 546    | 1           | 3         |
| 16   | Anita Wachter        | 546    | 1           | 5         |
| 18   | Stefanie Schuster    | 536    |             |           |
| 19   | Kristina Koznick     | 503    | 2           | 3         |
| 20   | Anna Ottosson        | 494    | 1           | 2         |

## Classements de chaque discipline
Les noms en gras remportent les titres des disciplines.

### Descente
| Rang | Nom                | Points | Victoire(s) | Podium(s) |
| ---- | ------------------ | ------ | ----------- | --------- |
| 1    | Hermann Maier      | 800    | 3           | 8         |
| 2    | Kristian Ghedina   | 677    | 1           | 6         |
| 3    | Josef Strobl       | 533    | 1           | 3         |
| 4    | Hannes Trinkl      | 507    | 2           | 4         |
| 5    | Stephan Eberharter | 454    |             | 3         |
| 6    | Fritz Strobl       | 453    | 1           | 1         |
| 7    | Andreas Schifferer | 354    | 1           | 1         |
| 8    | Werner Franz       | 317    |             |           |
| 9    | Ed Podivinsky      | 298    |             | 2         |
| 10   | Daron Rahlves      | 273    | 2           | 2         |

| Rang | Nom                  | Points | Victoire(s) | Podium(s) |
| ---- | -------------------- | ------ | ----------- | --------- |
| 1    | Regina Häusl         | 529    |             | 5         |
| 2    | Renate Götschl       | 524    | 2           | 5         |
| 3    | Isolde Kostner       | 484    | 3           | 3         |
| 4    | Corinne Rey-Bellet   | 435    | 1           | 4         |
| 5    | Régine Cavagnoud     | 417    | 2           | 2         |
| 6    | Tanja Schneider      | 303    |             | 1         |
| 7    | Michaela Dorfmeister | 290    |             | 1         |
| 8    | Martina Ertl-Renz    | 243    |             | 1         |
| 9    | Mélanie Turgeon      | 240    |             |           |
| 10   | Stefanie Schuster    | 232    |             | 1         |

### Super G
| Rang | Nom                | Points | Victoire(s) | Podium(s) |
| ---- | ------------------ | ------ | ----------- | --------- |
| 1    | Hermann Maier      | 540    | 4           | 6         |
| 2    | Werner Franz       | 371    | 1           | 3         |
| 3    | Fritz Strobl       | 354    |             | 2         |
| 4    | Josef Strobl       | 305    | 1           | 2         |
| 5    | Andreas Schifferer | 294    |             | 2         |
| 6    | Fredrik Nyberg     | 272    |             | 1         |
| 7    | Stephan Eberharter | 246    |             | 2         |
| 8    | Kristian Ghedina   | 216    | 1           | 1         |
| 9    | Didier Cuche       | 214    |             | 2         |
| 10   | Daron Rahlves      | 183    |             |           |

| Rang | Nom                  | Points | Victoire(s) | Podium(s) |
| ---- | -------------------- | ------ | ----------- | --------- |
| 1    | Renate Götschl       | 554    | 3           | 5         |
| 2    | Mélanie Turgeon      | 343    | 1           | 2         |
| 3    | Mojca Suhadolc       | 341    | 1           | 2         |
| 4    | Régine Cavagnoud     | 330    |             | 2         |
| 5    | Isolde Kostner       | 300    | 1           | 2         |
| 6    | Tanja Schneider      | 296    |             | 2         |
| 7    | Michaela Dorfmeister | 287    | 1           | 1         |
| 8    | Brigitte Obermoser   | 268    |             | 1         |
| 9    | Mélanie Suchet       | 195    |             |           |
| 10   | Hilde Gerg           | 178    |             | 2         |

### Géant
| Rang | Nom                  | Points | Victoire(s) | Podium(s) |
| ---- | -------------------- | ------ | ----------- | --------- |
| 1    | Hermann Maier        | 520    | 3           | 6         |
| 2    | Christian Mayer      | 517    | 3           | 4         |
| 3    | Michael von Grünigen | 466    |             | 4         |
| 4    | Benjamin Raich       | 420    | 2           | 3         |
| 5    | Joël Chenal          | 349    | 1           | 3         |
| 6    | Marco Büchel         | 290    |             | 2         |
| 7    | Fredrik Nyberg       | 279    |             | 1         |
| 8    | Mitja Kunc           | 275    |             |           |
| 9    | Kjetil André Aamodt  | 259    |             | 1         |
| 10   | Heinz Schilchegger   | 233    |             | 1         |

| Rang | Nom                      | Points | Victoire(s) | Podium(s) |
| ---- | ------------------------ | ------ | ----------- | --------- |
| 1    | Michaela Dorfmeister     | 684    | 4           | 7         |
| 2    | Sonja Nef                | 602    | 3           | 4         |
| 3    | Anita Wachter            | 470    | 1           | 5         |
| 4    | Anna Ottosson            | 402    | 1           | 2         |
| 5    | Allison Forsyth          | 373    |             | 2         |
| 6    | Karen Putzer             | 371    |             | 2         |
| 7    | Birgit Heeb-Batliner     | 340    |             | 3         |
| 8    | Brigitte Obermoser       | 313    | 1           | 2         |
| 9    | Christiane Mitterwallner | 271    |             |           |
| 10   | Renate Götschl           | 266    |             |           |

### Slalom
| Rang | Nom                   | Points | Victoire(s) | Podium(s) |
| ---- | --------------------- | ------ | ----------- | --------- |
| 1    | Kjetil André Aamodt   | 598    | 1           | 5         |
| 2    | Ole Kristian Furuseth | 544    | 1           | 5         |
| 3    | Matjaž Vrhovnik       | 538    | 1           | 4         |
| 4    | Mario Matt            | 384    | 2           | 4         |
| 5    | Thomas Stangassinger  | 369    |             | 4         |
| 6    | Benjamin Raich        | 368    |             | 4         |
| 7    | Rainer Schönfelder    | 307    | 1           | 1         |
| 8    | Didier Plaschy        | 281    | 2           | 2         |
| 9    | Hans Petter Buraas    | 261    |             |           |
| 10   | Jure Košir            | 238    |             |           |

| Rang | Nom              | Points | Victoire(s) | Podium(s) |
| ---- | ---------------- | ------ | ----------- | --------- |
| 1    | Špela Pretnar    | 645    | 4           | 5         |
| 2    | Christel Pascal  | 626    | 1           | 5         |
| 3    | Anja Pärson      | 499    |             | 4         |
| 4    | Trine Bakke      | 434    | 1           | 4         |
| 5    | Kristina Koznick | 428    | 2           | 3         |
| 6    | Sabine Egger     | 417    | 1           | 3         |
| 7    | Vanessa Vidal    | 305    |             |           |
| 8    | Karin Köllerer   | 279    |             | 1         |
| 9    | Nataša Bokal     | 260    |             | 1         |
| 10   | Janica Kostelić  | 250    | 2           | 2         |

### Combiné
| Rang | Nom                 | Points | Victoire(s) | Podium(s) |
| ---- | ------------------- | ------ | ----------- | --------- |
| 1    | Kjetil André Aamodt | 200    | 2           | 2         |
| 2    | Hermann Maier       | 140    |             | 2         |
| 3    | Fredrik Nyberg      | 102    |             | 1         |
| 4    | Paul Accola         | 100    |             | 1         |
| 5    | Fritz Strobl        | 82     |             |           |
| 6    | Bruno Kernen        | 81     |             |           |
| 7    | Werner Franz        | 74     |             |           |
| 8    | Kristian Ghedina    | 65     |             |           |
| 9    | Stephan Eberharter  | 50     |             |           |
| 10   | Hannes Trinkl       | 44     |             |           |
| 10   | Antoine Deneriaz    | 44     |             |           |

| Rang | Nom                  | Points | Victoire(s) | Podium(s) |
| ---- | -------------------- | ------ | ----------- | --------- |
| 1    | Renate Götschl       | 100    | 1           | 1         |
| 2    | Caroline Lalive      | 80     |             | 1         |
| 3    | Andrine Flemmen      | 60     |             | 1         |
| 4    | Stefanie Schuster    | 50     |             |           |
| 5    | Michaela Dorfmeister | 45     |             |           |
| 6    | Karen Putzer         | 40     |             |           |
| 7    | Janette Hargin       | 36     |             |           |
| 8    | Brigitte Obermoser   | 32     |             |           |
| 9    | Sybille Brauner      | 29     |             |           |
| 10   | Régine Cavagnoud     | 26     |             |           |

## Calendrier et résultats

### Messieurs
| Date             | Lieu          | Épreuve     | Vainqueur             | Second                        | Troisième                              |
| ---------------- | ------------- | ----------- | --------------------- | ----------------------------- | -------------------------------------- |
| 31 octobre 1999  | Tignes        | Géant I     | Hermann Maier         | Michael von Grünigen          | Kjetil André Aamodt Stephan Eberharter |
| 23 novembre 1999 | Beaver Creek  | Slalom      | Didier Plaschy        | Thomas Stangassinger          | Kjetil André Aamodt Matteo Nana        |
| 24 novembre 1999 | Beaver Creek  | Géant       | Hermann Maier         | Michael von Grünigen          | Andreas Schifferer                     |
| 27 novembre 1999 | Beaver Creek  | Descente    | Hermann Maier         | Stephan Eberharter            | Kristian Ghedina                       |
| 28 novembre 1999 | Beaver Creek  | Super G     | Hermann Maier         | Stephan Eberharter            | Lasse Kjus                             |
| 4 décembre 1999  | Lake Louise   | Descente    | Hannes Trinkl         | Hermann Maier                 | Stephan Eberharter                     |
| 5 décembre 1999  | Lake Louise   | Super G     | Hermann Maier         | Fredrik Nyberg                | Josef Strobl                           |
| 13 décembre 1999 | Madonna       | Slalom      | Finn Christian Jagge  | Benjamin Raich                | Thomas Stangassinger                   |
| 17 décembre 1999 | Val Gardena   | Descente I  | Kristian Ghedina      | Josef Strobl                  | Ed Podivinsky                          |
| 18 décembre 1999 | Val Gardena   | Descente II | Andreas Schifferer    | Kristian Ghedina              | Hermann Maier                          |
| 19 décembre 1999 | Alta Badia    | Géant       | Joël Chenal           | Hermann Maier                 | Rainer Salzgeber                       |
| 21 décembre 1999 | Kranjska Gora | Slalom      | Didier Plaschy        | Benjamin Raich                | Thomas Stangassinger                   |
| 22 décembre 1999 | Saalbach      | Géant       | Christian Mayer       | Hermann Maier                 | Benjamin Raich                         |
| 8 janvier 2000   | Chamonix      | Descente    | Hermann Maier         | Stephan Eberharter            | Hannes Trinkl                          |
| 9 janvier 2000   | Chamonix      | Slalom      | Angelo Weiss          | Kjetil André Aamodt           | Matjaž Vrhovnik                        |
| 9 janvier 2000   | Chamonix      | Combiné     | Kjetil André Aamodt   | Hermann Maier                 | Paul Accola                            |
| 15 janvier 2000  | Wengen        | Descente    | Josef Strobl          | Hermann Maier                 | Ed Podivinsky                          |
| 16 janvier 2000  | Wengen        | Slalom      | Kjetil André Aamodt   | Ole Kristian Furuseth         | Drago Grubelnik                        |
| 21 janvier 2000  | Kitzbühel     | Super G     | Hermann Maier         | Werner Franz                  | Didier Cuche                           |
| 22 janvier 2000  | Kitzbühel     | Descente    | Fritz Strobl          | Josef Strobl Kristian Ghedina |                                        |
| 23 janvier 2000  | Kitzbühel     | Slalom      | Mario Matt            | Matjaž Vrhovnik               | Benjamin Raich                         |
| 23 janvier 2000  | Kitzbühel     | Combiné     | Kjetil André Aamodt   | Fredrik Nyberg                | Hermann Maier                          |
| 29 janvier 2000  | Garmisch      | Descente    | Hermann Maier         | Kristian Ghedina              | Hannes Trinkl                          |
| 5 février 2000   | Todtnau       | Géant       | Hermann Maier         | Fredrik Nyberg                | Michael von Grünigen                   |
| 6 février 2000   | Todtnau       | Slalom      | Rainer Schönfelder    | Kjetil André Aamodt           | Ole Kristian Furuseth                  |
| 12 février 2000  | Sankt Anton   | Super G I   | Josef Strobl          | Didier Cuche                  | Stephan Eberharter                     |
| 13 février 2000  | Sankt Anton   | Super G II  | Werner Franz          | Fritz Strobl                  | Hermann Maier                          |
| 20 février 2000  | Adelboden     | Slalom      | Matjaž Vrhovnik       | Kjetil André Aamodt           | Mario Matt                             |
| 26 février 2000  | Yongpyong     | Géant       | Benjamin Raich        | Michael von Grünigen          | Joël Chenal                            |
| 27 février 2000  | Yongpyong     | Slalom      | Mitja Kunc            | Ole Kristian Furuseth         | Mario Matt                             |
| 3 mars 2000      | Kvitfjell     | Descente I  | Daron Rahlves         | Didier Cuche                  | Hermann Maier                          |
| 4 mars 2000      | Kvitfjell     | Descente II | Daron Rahlves         | Kristian Ghedina              | Max Rauffer                            |
| 5 mars 2000      | Kvitfjell     | Super G     | Kristian Ghedina      | Hermann Maier                 | Andreas Schifferer                     |
| 8 mars 2000      | Kranjska Gora | Géant       | Christian Mayer       | Joël Chenal                   | Marco Büchel                           |
| 9 mars 2000      | Schladming    | Slalom      | Mario Matt            | Ole Kristian Furuseth         | Thomas Stangassinger                   |
| 11 mars 2000     | Hinterstoder  | Géant       | Christian Mayer       | Marco Büchel                  | Hermann Maier                          |
| 15 mars 2000     | Bormio        | Descente    | Hannes Trinkl         | Hermann Maier                 | Christian Greber                       |
| 16 mars 2000     | Bormio        | Super G     | Hermann Maier         | Fritz Strobl                  | Andreas Schifferer Werner Franz        |
| 18 mars 2000     | Bormio        | Géant       | Benjamin Raich        | Christian Mayer               | Heinz Schilchegger                     |
| 19 mars 2000     | Bormio        | Slalom      | Ole Kristian Furuseth | Benjamin Raich                | Matjaž Vrhovnik                        |

### Dames
| Date             | Lieu              | Épreuve     | Vainqueur                     | Seconde                              | Troisième                    |
| ---------------- | ----------------- | ----------- | ----------------------------- | ------------------------------------ | ---------------------------- |
| 31 octobre 1999  | Tignes            | Géant       | Sonja Nef                     | Anna Ottosson                        | Anita Wachter                |
| 19 novembre 1999 | Copper Mountain   | Géant       | Régine Cavagnoud              | Karen Putzer                         | Michaela Dorfmeister         |
| 20 novembre 1999 | Copper Mountain   | Slalom      | Christel Pascal Špela Pretnar |                                      | Trine Bakke                  |
| 27 novembre 1999 | Lake Louise       | Descente    | Isolde Kostner                | Hilde Gerg                           | Corinne Rey-Bellet           |
| 28 novembre 1999 | Lake Louise       | Super G     | Mojca Suhadolc                | Hilde Gerg                           | Isolde Kostner               |
| 4 décembre 1999  | Serre Chevalier   | Géant       | Michaela Dorfmeister          | Anita Wachter                        | Silke Bachmann               |
| 5 décembre 1999  | Serre Chevalier   | Slalom      | Janica Kostelić               | Trine Bakke                          | Sabine Egger                 |
| 8 décembre 1999  | Val d'Isère       | Super G     | Isolde Kostner                | Hilde Gerg                           | Pernilla Wiberg              |
| 9 décembre 1999  | Val d'Isère       | Géant       | Michaela Dorfmeister          | Silvia Berger                        | Régine Cavagnoud             |
| 12 décembre 1999 | Sestrière         | Slalom      | Janica Kostelić               | Anja Pärson                          | Christel Pascal              |
| 17 décembre 1999 | Saint-Moritz      | Descente I  | Isolde Kostner                | Regina Häusl                         | Špela Bracun                 |
| 18 décembre 1999 | Saint-Moritz      | Descente II | Pernilla Wiberg               | Renate Götschl                       | Hilde Gerg                   |
| 19 décembre 1999 | Saint-Moritz      | Super G     | Karen Putzer                  | Alessandra Merlin                    | Régine Cavagnoud             |
| 28 décembre 1999 | Lienz             | Géant       | Anita Wachter                 | Allison Forsyth                      | Birgit Heeb-Batliner         |
| 29 décembre 1999 | Lienz             | Slalom      | Sabine Egger                  | Nataša Bokal                         | Karin Köllerer               |
| 5 janvier 2000   | Maribor           | Géant       | Michaela Dorfmeister          | Sonja Nef                            | Anita Wachter                |
| 6 janvier 2000   | Maribor           | Slalom      | Trine Bakke                   | Špela Pretnar                        | Sabine Egger                 |
| 8 janvier 2000   | Berchtesgaden     | Géant       | Michaela Dorfmeister          | Karen Putzer                         | Martina Ertl                 |
| 9 janvier 2000   | Berchtesgaden     | Slalom      | Špela Pretnar                 | Christel Pascal                      | Trine Bakke                  |
| 15 janvier 2000  | Altenmarkt        | Descente    | Corinne Rey-Bellet            | Regina Häusl                         | Martina Ertl                 |
| 16 janvier 2000  | Altenmarkt        | Super G     | Renate Götschl                | Tanja Schneider                      | Regina Häusl                 |
| 22 janvier 2000  | Cortina d'Ampezzo | Descente    | Régine Cavagnoud              | Tanja Schneider                      | Mojca Suhadolc               |
| 23 janvier 2000  | Cortina d'Ampezzo | Géant       | Anna Ottosson                 | Birgit Heeb-Batliner Allison Forsyth |                              |
| 10 février 2000  | Santa Caterina    | Descente    | Isolde Kostner                | Regina Häusl                         | Corinne Rey-Bellet           |
| 11 février 2000  | Santa Caterina    | Super G     | Michaela Dorfmeister          | Régine Cavagnoud                     | Renate Götschl               |
| 12 février 2000  | Santa Caterina    | Slalom      | Špela Pretnar                 | Christel Pascal                      | Anja Pärson                  |
| 12 février 2000  | Santa Caterina    | Combiné     | Renate Götschl                | Caroline Lalive                      | Andrine Flemmen              |
| 17 février 2000  | Åre               | Géant       | Sonja Nef                     | Anita Wachter                        | Brigitte Obermoser           |
| 18 février 2000  | Åre               | Descente    | Renate Götschl                | Regina Häusl                         | Stefanie Schuster            |
| 19 février 2000  | Åre               | Slalom      | Špela Pretnar                 | Kristina Koznick                     | Anja Pärson                  |
| 25 février 2000  | Innsbruck         | Descente    | Renate Götschl                | Regina Häusl                         | Michaela Dorfmeister         |
| 26 février 2000  | Innsbruck         | Super G I   | Mélanie Turgeon               | Renate Götschl                       | Tanja Schneider              |
| 27 février 2000  | Innsbruck         | Super G II  | Renate Götschl                | Mélanie Turgeon                      | Mojca Suhadolc               |
| 5 mars 2000      | Lenzerheide       | Descente    | Corinne Imlig                 | Petra Haltmayr                       | Olesja Alieva Renate Götschl |
| 10 mars 2000     | Sestrière         | Slalom      | Kristina Koznick              | Christel Pascal                      | Špela Pretnar                |
| 11 mars 2000     | Sestrière         | Géant       | Sonja Nef                     | Carolina Ruiz Castillo               | Michaela Dorfmeister         |
| 15 mars 2000     | Bormio            | Descente    | Régine Cavagnoud              | Corinne Rey-Bellet                   | Renate Götschl               |
| 16 mars 2000     | Bormio            | Super G     | Renate Götschl                | Martina Ertl                         | Brigitte Obermoser           |
| 18 mars 2000     | Bormio            | Géant       | Brigitte Obermoser            | Michaela Dorfmeister                 | Birgit Heeb-Batliner         |
| 19 mars 2000     | Bormio            | Slalom      | Kristina Koznick              | Anja Pärson                          | Elisabetta Biavaschi         |

## Coupe des nations
| Rang | Nom        | Points | Victoire(s) | Podium(s) |
| ---- | ---------- | ------ | ----------- | --------- |
| 1    | Autriche   | 17927  | 39          | 107       |
| 2    | Italie     | 5906   | 8           | 20        |
| 3    | Suisse     | 5378   | 7           | 19        |
| 4    | France     | 5012   | 5           | 14        |
| 5    | Slovénie   | 4778   | 7           | 17        |
| 6    | Norvège    | 4283   | 6           | 20        |
| 7    | Suède      | 2872   | 2           | 11        |
| 8    | Allemagne  | 2854   |             | 15        |
| 9    | États-Unis | 1780   | 4           | 6         |
| 10   | Canada     | 1569   | 1           | 6         |

| Rang | Nom           | Points | Victoire(s) | Podium(s) |
| ---- | ------------- | ------ | ----------- | --------- |
| 1    | Autriche      | 10470  | 25          | 70        |
| 2    | Suisse        | 3358   | 2           | 10        |
| 3    | Norvège       | 3077   | 5           | 15        |
| 4    | Slovénie      | 2634   | 2           | 6         |
| 5    | Italie        | 2543   | 3           | 9         |
| 6    | France        | 1429   | 1           | 3         |
| 7    | Suède         | 1127   |             | 3         |
| 8    | États-Unis    | 787    | 2           | 2         |
| 9    | Canada        | 560    |             | 2         |
| 10   | Liechtenstein | 493    |             | 2         |

| Rang | Nom        | Points | Victoire(s) | Podium(s) |
| ---- | ---------- | ------ | ----------- | --------- |
| 1    | Autriche   | 7457   | 14          | 37        |
| 2    | France     | 3583   | 4           | 11        |
| 3    | Italie     | 3363   | 5           | 11        |
| 4    | Allemagne  | 2424   |             | 14        |
| 5    | Slovénie   | 2144   | 5           | 11        |
| 6    | Suisse     | 2020   | 5           | 9         |
| 7    | Suède      | 1745   | 2           | 8         |
| 8    | Norvège    | 1206   | 1           | 5         |
| 9    | Canada     | 1009   | 1           | 4         |
| 10   | États-Unis | 993    | 2           | 4         |

Classement final